# Bromma Caviar
Bromma Caviar är en undervattensrugbyklubb. 
Klubben startades 2002 som en ombildning av den tidigare Dykklubben Brommas Caviar. Klubben är en del av Svenska Sportdykarförbundet och deltar i seriespel i både elitserien och division 1. Under 2005 tränade deltagarna i realitytveserien FC Z med klubben.
2012 blev Bromma Caviar den första undervattensrugbyklubben i världen att livestreama sina matcher och vissa träningar.
2013 placerade sig klubben fyra på SM.